# Scooby-Loo

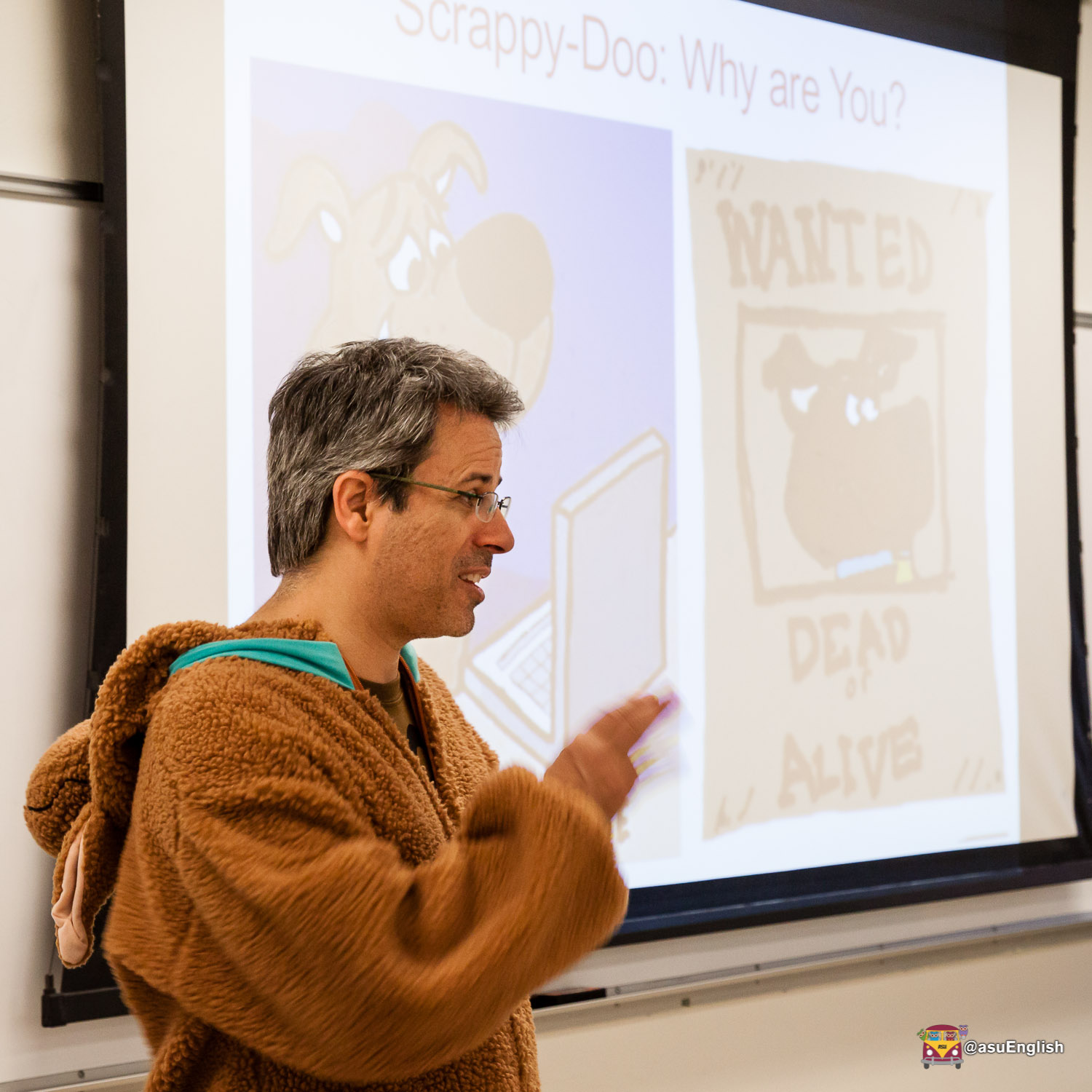
Cosplay Scrappy-Doo

Scrappy "Scrappy-Doo" Cornelius Doo, conhecido como Scooby-Loo no Brasil é um cão dogue alemão fictício e personagem da série de desenhos Scooby-Doo, criado pela Hanna-Barbera Productions, com os slogans, "Scrappy Dappy Doo", "Lemme at 'em!" e "Puppy Power!". Foi criado em 1979 para estrear em Scooby-Doo e Scooby-Loo. É o sobrinho de Scooby-Doo, já tendo aparecido em vários episódios da série de desenhos animados "Scooby-Doo".
Nos EUA, Scooby-Loo recebeu a voz do ilustre e já falecido, Lennie Weinrib. Scooby-Loo é o personagem da turma do Scooby-Doo com menor estatura física.

## Biografia
Scrappy tem uma origem contraditória. Originalmente, como mostrado na introdução dos episódios da série, Scrappy apenas encontrou seu tio Scooby depois de se tornar um filhote de cachorro novo. Mas em dezembro de 1980, o episódio de Scooby-Doo e Scooby-Loo ("O aniversário de Scrappy") descreve o nascimento de Scrappy-Doo com tanto Scooby e Salsicha no atendimento. Nomeado "Bernard" depois de seu nascimento no Hospital St. Bernard com a irmã de Scooby-Doo Rubi-Doo em 20 de Dezembro de 1979, Scrappy idolatra seu tio Scooby e quer muitas vezes ajudar ele e seus amigos na resolução de mistérios (Scrappy salva Scooby várias vezes de monstros quando eles estavam procurando o resto da gangue mostrado). Com uma personalidade altamente enérgica e corajosa, apesar de seu pequeno tamanho, Scrappy foi exatamente o oposto de seu tio; Scrappy normalmente insiste em tentar combater diretamente os vários monstros Scooby e seus associados encontrados e geralmente tem de ser arrastado por Scooby. Relacionado a isso, um dos bordões de Scrappy era: "Deixe-me a 'Lemme em! a tutti! Vou splat-los! Eu vou balançar a eles e golpeie-los!" Outro dos bordões de Scrappy-Doo é, "Ta dadada ta daaa! (Imitando uma corneta tocando "Charge!") poder do filhote!". No Brasil, esta última frase foi adaptada para Lá vou euuu!. Ele também é bastante forte, capaz de esmagar as paredes de rocha sólida e carregar tanto Salsicha e Scooby sobre sua cabeça aparentemente sem esforço. O personagem foi criado por Joseph Barbera e desenvolvido pelo escritor Mark Evanier, que reconheceu que a personalidade de Scrappy foi em grande parte baseada no personagem de Looney Tunes Chiquinho Gavião.
Em Scooby-Doo Meets the Boo Brothers, Scooby-Doo e a Escola Ghoul e Scooby-Doo e o Lobisomem Reluctant, Scrappy é mais atenuado, como ele é menos agressivo e mais um pouco covarde, mas ainda muito mais corajoso do que Salsicha e Scooby. Em todos os três filmes que ele às vezes serve como o cérebro do trio, descobrir as pistas e para onde ir. Além disso, a ideia de Scrappy, na verdade, pode não ter sido tudo o que é novo na série, como ele "... tinha uma semelhança com Spears e ideia inicial de Ruby para um cão pequeno resoluto", que foi uma das primeiras ideias para o Scooby-Doo caráter próprio, juntamente com o "grande cão covarde" em última análise escolhido.
Scooby-Loo foi o vilão principal do filme Scooby-Doo. O personagem desapareceu em 1986, depois do término da série Os Treze Fantasmas do Scooby-Doo. Só voltara a aparecer em uma série do Scooby Doo em Scooby-Doo! Mistério S.A, no episódio "A Canção da Sereia". Porém, ele só aparece em forma de estátua em um museu assombrado.

## História e crítica
Scrappy-Doo foi adicionado ao elenco de “Scooby-Doo” para salvar as classificações do programa, que em 1979 começaram a afundar ao ponto das ameaças de cancelamento por parte da ABC.
Depois que sua adição ao programa provou ser um sucesso de audiência, a Hanna-Barbera reestruturou o show em Scrappy em 1980. O formato original de quatro adolescentes e seus cachorros resolvendo mistérios sobrenaturais por uma meia hora foi evitado para simplificar, mais aventuras cômicas que envolviam vilões sobrenaturais reais (os vilões nos episódios anteriores de "Scooby" eram quase sempre humanos normais disfarçados).
Scrappy permaneceu uma parte integrante da franquia Scooby-Doo, tanto na TV quanto em produtos licenciados e merchandising relacionados ao 'Scooby', até o final dos anos 80. Ele também foi brevemente a estrela de seus próprios curtas de sete minutos - os segmentos Scrappy & Yabba-Doo de The Scooby & Scrappy-Doo / Puppy Hour. Em conjunto com seu tio Yabba-Doo e o deputado Dusty, ele ajudou a manter a lei e a ordem em uma pequena cidade no oeste americano. Nos anos posteriores, a presença de Scrappy-Doo foi criticada como tendo tido um efeito negativo nas várias séries Scooby-Doo dos anos 80.
Devido à percepção geral do personagem pelo público, o Scrappy-Doo não aparece em nenhum spinoff relacionado ao Scooby desde o filme feito para a televisão Scooby-Doo e o Lobisomem Relutante em 1988, com algumas exceções:
- Ele foi a estrela da 24ª edição da série de quadrinhos Cartoon Network Presents.
- No primeiro filme de Scooby-Doo - Scooby-Doo - é o principal antagonista e quer vingança contra a Mistério S.A.. por tê-lo abandonado anos antes. Enquanto em um bar relembrando, Velma diz a outro patrono que a gangue chutou Scooby-Loo de suas fileiras porque ele fez xixi em Daphne e exigiu ser o novo líder. Scooby-Loo não era um cachorrinho, mas tinha um distúrbio glandular. No decorrer do filme, é revelado que ele está tentando convocar um exército de demônios que ele pode usar para governar o mundo, com o ritual exigindo que ele absorva uma alma puramente boa para liberar todo o poder de seu exército, com Scooby-Loo. selecionando Scooby como o sacrifício final. No entanto, seu ego faz com que ele chame o resto da tripulação da Mistério S.A.. para testemunhar seu triunfo, apesar de terem seguido caminhos separados há dois anos, com a turma se unindo para derrotar o plano de Scooby-Loo e salvar Scooby por interromper o ritual. Na conclusão do filme, Velma diz que o nome completo de Scooby-Loo é Scooby Cornelius Loo.
- O filme de 2008 Scooby-Doo! e o Rei dos Duendes tem uma cena, claramente destinada a ser uma referência à eventual impopularidade do personagem, onde uma monstruosa Máquina Misteriosa trava através de um stand de carnaval contendo bonecas de Scrappy e correndo sobre elas. Como todos os filmes de vídeo direto anteriores e atuais, o Scrappy nunca apareceu.
- Em 'An Evening with the Scooby Gang', um bônus no DVD  Aloha, Scooby-Doo! ', Fred menciona um sexto membro da gangue, para o choque e desalento da gangue. Salsicha menciona que eles não deveriam falar sobre Scrappy. Freddy estava falando sobre a Máquina Misteriosa.
- No "episódio"  de 2011 de Scooby-Doo! Mystery Incorporated, The Siren's Song, Fred e Daphne se deparam com uma estátua de Scrappy no Crystal Cove Haunted Museum entre as estátuas de seus inimigos derrotados. Daphne comenta que nunca viu a estátua dele antes. Fred a puxa para longe e a lembra que todos eles prometeram nunca mais falar sobre ele, mais uma vez uma referência à sua impopularidade, junto com o fato de que ele não apareceu em nenhum dos desenhos animados ou filmes de Scooby-Doo nas últimas décadas como um conseqüência disso. Scrappy também apareceu com uma estátua de Flim Flam.
- Scrappy fez uma rápida aparição de "Easter Egg" no episódio "Scoobynatural" da série de TV Supernatural.
- Scrappy aparece em A Yabba Dabba Doo Celebration como uma parte respeitada da grande família de personagens clássicos de Hanna-Barbera. Ele é o único membro do Scooby além de Salsicha e Scooby, mas não tem falas.
- Scrappy é rapidamente citado por Flim-Flam (mais velho) em Scooby-Doo & A Maldição do 13 Fantasma

As mudanças maciças na caracterização podem ser rastreadas até James Gunn, o roteirista do primeiro filme de 2002, que declarou inúmeras vezes que detesta o personagem. "Há um Scrappy, porque ele existe no desenho, então temos que reconhecê-lo." Ele disse em uma entrevista pouco antes do lançamento de Scooby-Doo (Scooby-Doo). Ele também disse em Scrappy: "Eu odeio a coragem de Scrappy. Todos nós odiamos a coragem de Scrappy. Nosso objetivo era destruir Scrappy para sempre".

## Dubladores
- Lennie Weinrib

- Henrique Ogalla (Scooby Doo e Scooby Loo)
- Cleonir dos Santos (Scooby Doo e os Irmãos do Pavor)
- Carlos Marques (Scooby Doo e o Lobisomem)
- Guilherme Briggs (Scooby-Doo - O Filme)

- Joel Constantino (Scooby-Doo - O Filme)